# Costigliole Saluzzo
Costigliole Saluzzo (Costiòle 'd Salusse in piemontese) è un comune italiano di 3 259 abitanti della provincia di Cuneo in Piemonte, situato non lontano da alcune delle più note cittadine della provincia: Saluzzo, Savigliano, Fossano e Cuneo.

## Geografia fisica

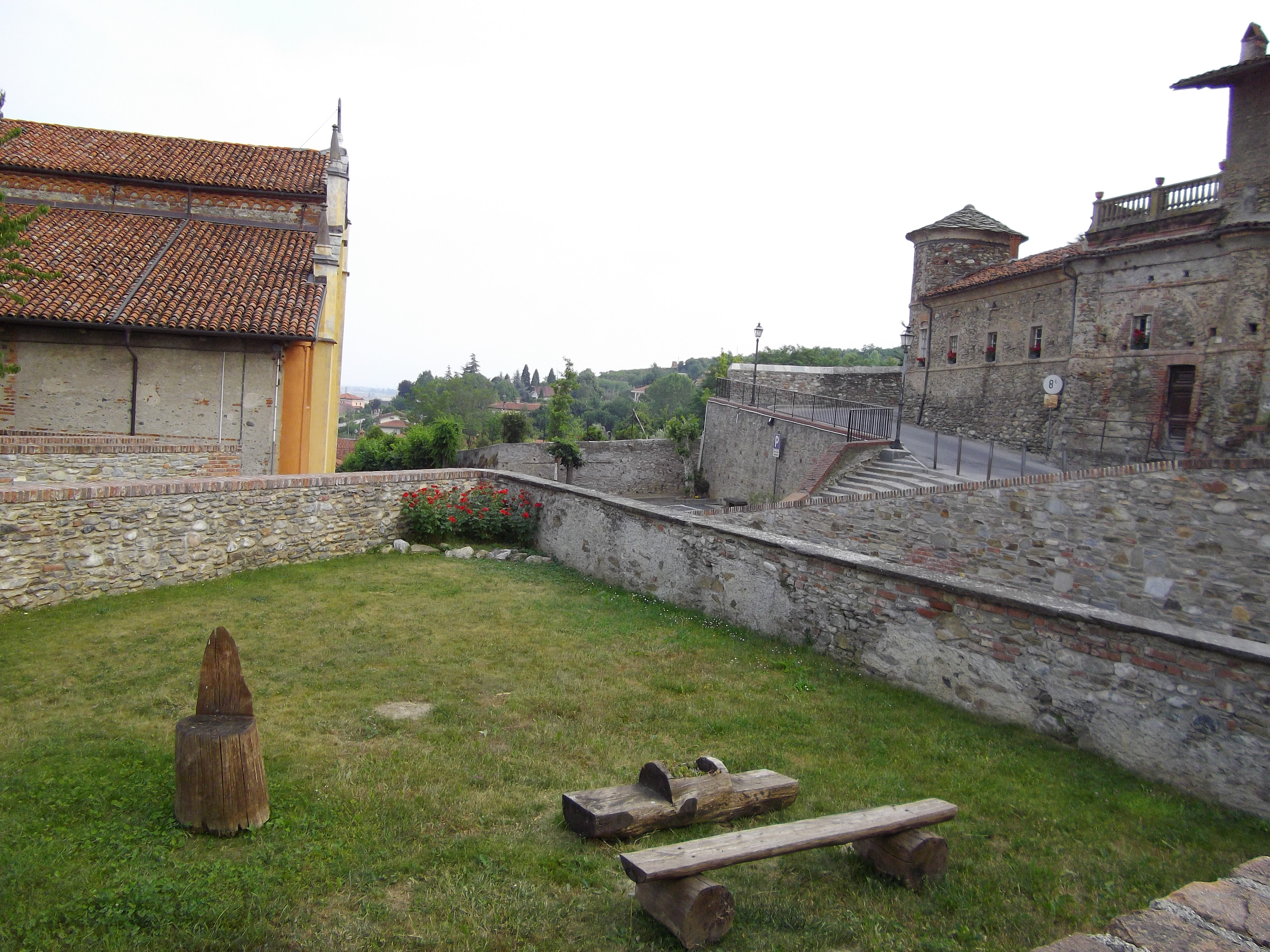
Costigliole Saluzzo- Tra Chiesa e castelli

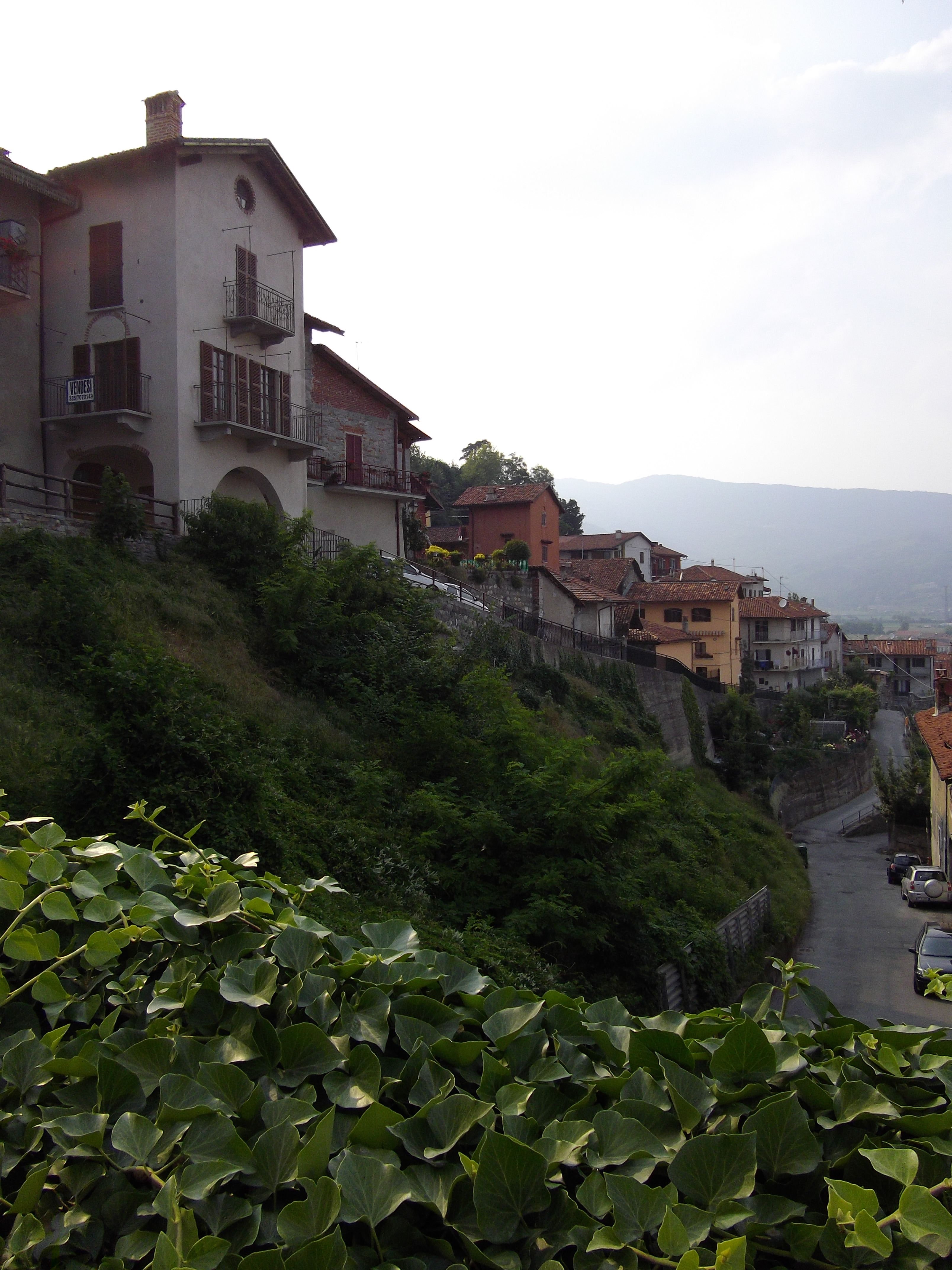
Il borgo medioevale.

Comune del saluzzese all'imbocco della Valle Varaita è definito il paese dei tre castelli. Castello Rosso, Castello Reynaudi e "Castlòt" (o Castellotto), infatti, dominano il borgo medioevale che ospita edifici di valore storico-artistico, tra i quali la Chiesa Parrocchiale di Santa Maria Maddalena.
La particolarità del clima ha attratto nei secoli scorsi numerose famiglie nobili che hanno scelto Costigliole Saluzzo come loro residenza, costruendovi ville e palazzi, come il Palazzo Giriodi di Monastero, oggi sede del Comune, o il Palazzo Sarriod de La Tour, oggi sede della biblioteca comunale.
Proprio la particolarità del clima è alla base dell'agricoltura locale, che permette a Costigliole Saluzzo di rientrare a pieno titolo nel distretto della frutta del saluzzese.

### Territorio
L'altitudine del territorio comunale è compresa fra una quota minima di 400 metri s.l.m. e una quota massima di 938 s.l.m. in località Bricco Alto. La casa comunale è situata a 460 metri s.l.m..
Il territorio comunale si trova, stando alla classificazione sismica della Protezione Civile, in zona 3 (zona con pericolosità sismica bassa, che può essere soggetta a scuotimenti modesti).
Le coordinate geografiche espresse in latitudine Nord (distanza angolare dall'equatore verso Nord) e longitudine Est (distanza angolare dal meridiano di Greenwich verso Est), con valori numerici riportati utilizzando il sistema sessagesimale DMS (Degree, Minute, Second):
44° 33' 55,80 N e 7° 29' 11,40 , mentre con il sistema decimale DD (Decimal Degree) sono 44,5655° N e 7,4865° E.

#### Idrografia
La zona di pianura del territorio comunale si situa all'estremità occidentale della pianura cuneese, formata da serie di depositi alluvionali originatisi in ambienti deposizionali diversi, passanti dalla conoide, in corrispondenza del margine alpino, alla piana alluvionale, in corrispondenza del settore mediano della pianura. Si tratta di sequenze di depositi alluvionali generalmente ghiaioso-sabbiosi, localmente separati da livelli cementati, dotati di limitata continuità laterale. L'alimentazione dell'acquifero dipende, oltreché dall'infiltrazione diretta, dalle perdite dei corsi d'acqua, in particolare del torrente Varaita; il carattere "alimentante" del Varaita è confermato dalla carta piezometrica.

## Origini del nome
Costigliole Saluzzo trae il suo nome da quello latino delle ultime basse propaggini del Monte Pagliano "costeolae" su cui sorse. 

## Storia

### Epoca antica
Le prime notizie certe sul borgo di Costigliole Saluzzo risalgono all'inizio del XII secolo, ma recenti scavi hanno portato alla luce tracce dell'età romana e studi storici hanno documentato lo stanziamento di tribù liguri in età antica.
In epoca medioevale fu un importante feudo, governato dalla consorteria dei "da Costigliole", fedelissima al Marchesato di Saluzzo.
È conosciuta in zona per i tre castelli medioevali e per i numerosi palazzi che importanti famiglie fecero costruire come residenze di villeggiatura a partire dal Settecento.
Particolare la localizzazione della parte storica del paese, adagiata sulla collina dominata dai castelli e dalla chiesa parrocchiale di fine Quattrocento.

### Dominio longobardo e franco
Fin dal 568 cominciarono a comparire in Piemonte insediamenti longobardi. Questa nuova occupazione avvenne gradualmente e fu opera dapprima di piccoli nuclei che presidiavano le zone di maggior importanza strategica, poi una sorta di colonizzazione che portò alla suddivisione del territorio in ducati. Le continue lotte tra duchi ribelli che parteggiavano per re ariani o re cattolici portarono ad uno scadimento progressivo dell'autorità regia. Le necessità di difesa indussero i vari gastaldi del re ad innalzare fortilizi alla base della valli Varaita, Maira, Grana e Po.
In seguito, dall'VIII secolo la gestione delle valli sarà poi organizzata sia dall'abbazia di Pagno, che amministrava il territorio delle valli Po, Bronda, Infernotto e Varaita, quest'ultima gestita assieme alla pievania del monastero di Falicetto (Verzuolo), che dall'abbazia di Villar San Costanzo, che amministrava il territorio della val Maira; e quest'ultima fu particolarmente influente poi per Costigliole Saluzzo.
Successivamente la presenza dei Saraceni comparsi in Provenza fin dall'anno 842 condizionò il territorio, rendendo il cuneese quasi del tutto abbandonato ed esposto e fu così che vennero assaltati i monasteri di Pagno, Villar San Costanzo e la città di Pedona (attuale Borgo San Dalmazzo).

### Il periodo del Marchesato di Saluzzo
Dopo la cacciata dei saraceni il Piemonte presentava un aspetto desolato, campi incolti, boschi e selve. La graduale conquista alla coltivazione segnò il lento progredire dell'agricoltura e il miglioramento delle condizioni di vita. Risorsero i monasteri di Pedona, Pagno e Villar San Costanzo, con artefici di fondazioni e donazioni anche i Marchesi di Saluzzo. Saluzzo e le terre circostanti erano comprese nella diocesi di Torino e il vescovo vantava ampi diritti sulle sue giurisdizioni poiché Federico Barbarossa aveva accordato al clero enormi poteri. Con gli anni del Marchese Manfredo I, tra le famiglie feudatarie del Piemonte quella dei Costanzia da Costigliole era già conosciuta con il nome Da Costigliole, che emersero proprio con il Marchesato e a questo legarono la loro fortuna. La loro origine fu probabilmente preesistente e molto verosimilmente tenevano l'antica rocca fortificata sulla collina dell'attuale cappella di Santa Cristina. Successivamente, tra il 1200 e il 1300 Costigliole divenne un paese di una certa importanza, dalle poche abitazioni vennero edificati i castelli ai quali si accedeva dalle porte delle quali oggi resta traccia nella Porta Grafiona.

### L'assedio dei Savoia del 1487
Ludovico II (1475-1504) aveva 38 anni quando salì alla guida del Marchesato di Saluzzo. Era uomo di cultura e combattendo in Francia aveva acquisito una notevole esperienza nell'arte della guerra. Tra le sue opere, fece aprire una galleria al passo delle Traversette per accorciare la "via del sale" che arriva dalla Francia e favorire i commerci. Avallò la costruzione del bedale che partendo da Piasco e passando nel territorio costigliolese portava acqua alla campagna saluzzese e permetteva il funzionamento dei mulini della città marchionale. Cominciarono però in quegli anni discordie tra Marchesato e Savoia, che invasero il saluzzese capitanati da Antelmo de Miolans. Opere di difesa e coraggio della popolazione del Marchesato si affiancavano a pressioni alla Francia per ottenere un aiuto dell'esercito, che non arrivò prontamente. Carlo di Savoia, detto il Guerriero, poté così, dopo Saluzzo, ampliare i suoi possedimenti e impadronirsi di Costigliole
Il marchese di Saluzzo continuò a rivolgere pesanti suppliche al Re di Francia per ottenere l'aiuto dell'esercito per far fronte alle pressioni dei Savoia, ma a fine Quattrocento i francesi presero tempo e dilazionarono il loro intervento. Con l'avvicinarsi della Pasqua del 1487 gli assediati costigliolesi dovettero accettare la resa in cambio della salvaguardia della vita e in riconoscimento del loro eroico comportamento. Carlo di Savoia, detto il guerriero, poté così ampliare i suoi possedimenti e si impadronì di Costigliole. Il duca di Savoia ordinò distruzioni e l'atterramento delle torri e delle fortificazioni. In questo periodo venne così distrutto il primo maniero che sorgeva dove sorgono gli attuali castelli. La Chiesa di Sant'Eusebio perse importanza e si procedette all'edificazione della nuova Chiesa.

### 1796, Costigliole è francese
Nel 1795 e 1796 la Francia attaccò i Savoia e Vittorio Amedeo dovette scendere a patti e trattare a Cherasco. Le truppe francesi erano schierate nel cuneese e occupavano lo stesso capoluogo. I Savoia erano disposti di fronte al nemico e a Costigliole avevano accantonato il reggimento Crist, formato da giovani svizzeri. Il fronte però continuava a spostarsi e il 30 giugno a Costigliole transitavano soldati francesi. L'idea repubblicana cominciò a serpeggiare nella popolazione che vedeva nel Napoleone Bonaparte il vessillo di una nuova libertà, il Piemonte nel 1799 venne unito alla Francia, anche a Costigliole vennero eretti simboli della rivoluzione. Quando però il Bonaparte venne sconfitto Vittorio Emanuele tornò a Torino e Saluzzo tornò ai suoi antichi confini, ai quali aggiunse in più Valmala.

### Il ritorno ai Savoia, gli anni dell'Ottocento, Italia 1861
Con il ritorno dei Savoia si avviò in Piemonte la restaurazione. Il ritorno del monarca suscitò nei piemontesi i sentimenti più diversi. Tra la nobiltà prevalse un senso di soddisfazione, si ritrovavano antiche certezze, anche se non mancavano coloro che riconoscevano i progressi durante l'Impero. Dopo anni di buon governo e successi dello statista Cavour, che condizionarono anche Costigliole Saluzzo con
azioni di ammodernamento economico che nel Regno di Piemonte e di Sardegna significarono la costruzione di ferrovie e trafori, il miglioramento della rete stradale, il potenziamento delle industrie, l'introduzione di tecniche più avanzate in agricoltura, l'élite intellettuale piemontese abbracciò la causa dell'unità italiana, che sopraggiunse nel 1861 dopo una serie di guerre. Con la formazione del regno d'Italia il Piemonte perse d'importanza la letteratura divenne provinciale; i Piemontesi si trovarono improvvisamente a passare dalla condizione di cittadini di uno stato rispettato e forte a quella di abitanti di una regione periferica di un regno appena nato e pieno di problemi. Nel 1864 Torino perse il suo ruolo di capitale. I successivi furono anni difficili segnati sul territorio da una serie di conflitti e di migrazioni obbligate, alla volta principalmente della Francia e dell'Argentina, che coinvolsero buona parte della gioventù, almeno sino ai primi decenni del Novecento.

### Il Novecento, periodo giolittiano, la grande guerra e il fascismo
Un miglioramento delle condizioni si ottenne con il periodo giolittiano, che ottenne ben presto un buon successo nell'opinione pubblica piemontese. Il pragmatismo, le capacità amministrative e finanziarie allargarono il consenso di Giolitti tra ampi settori dei ceti produttivi. La fine dell'età giolittiana coincise però con l'avvio della prima guerra mondiale, che anche a Costigliole Saluzzo costò la vita a buona parte della giovane popolazione. La debolezza strutturale e il clima di proteste vennero intercettati dalla proposta fascista, particolarmente appoggiata dalla cittadinanza per le aspettative economiche che trovarono in buona parte risposta a costo però di perdita di diritti e di un avvio di un processo di italianizzazione forzata.

### La seconda guerra mondiale
La drammaticità degli anni quaranta a Costigliole è testimoniata dalle numerose perdite al fronte che ancora una volta colpirono al cuore la fascia più giovane della popolazione. Una serie di guerre e di tragici eventi che coinvolse i Costigliolesi, dispersi nella drammatica ritirata della Divisione Alpina Cuneense in Russia, o prigionieri nei campi di sterminio nazisti o coinvolti nelle lotte partigiane delle quali resta vivo oggi il ricordo con la commemorazione dell'eccidio di Ceretto. Il dopoguerra coincise finalmente con un periodo di ripresa economica e della produzione che ha permesso generalmente una buona qualità di vita sino ai giorni nostri.

### Simboli
Lo stemma del Comune di Costigliole Saluzzo è stato concesso con decreto del presidente della Repubblica del 2 gennaio 1993.
(D.P.R. 2 gennaio 1993)
Il gonfalone è un drappo troncato di bianco e di azzurro.

## Monumenti e luoghi d'interesse

### Palazzo Giriodi di Monastero

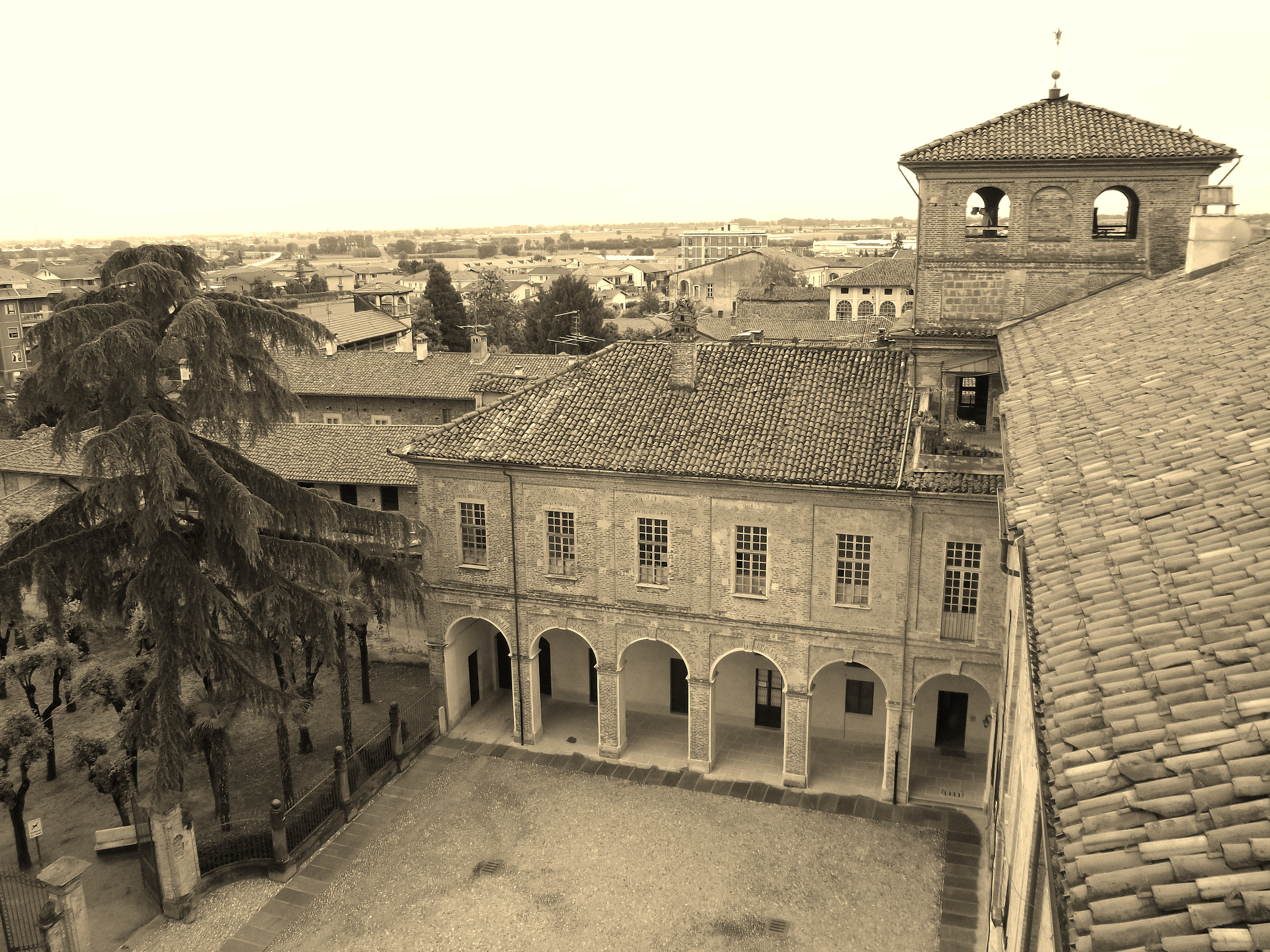
Palazzo Giriodi di Monastero, sede del comune

Palazzo Giriodi di Monastero è sede comunale dal 1923. Il settecentesco palazzo è stato interessato da attenti lavori di restauro e recupero che, in particolar modo dal 2008, l'hanno riportato all'antico splendore. Gli interventi hanno riguardato la facciata, il portale, l'atrio principale, i porticati delle ali laterali e il cortile interno. La costruzione, invece, si deve alla famiglia nobiliare dei Giriodi, che, intorno alla metà del Settecento, lo costruirono affidando la direzione all'architetto piemontese Antonio Vittone. Gli interni del Palazzo furono affrescati ad opera dell'importante scenografo torinese Luigi Vacca, nel 1804.

### Palazzo Sarriod de La Tour

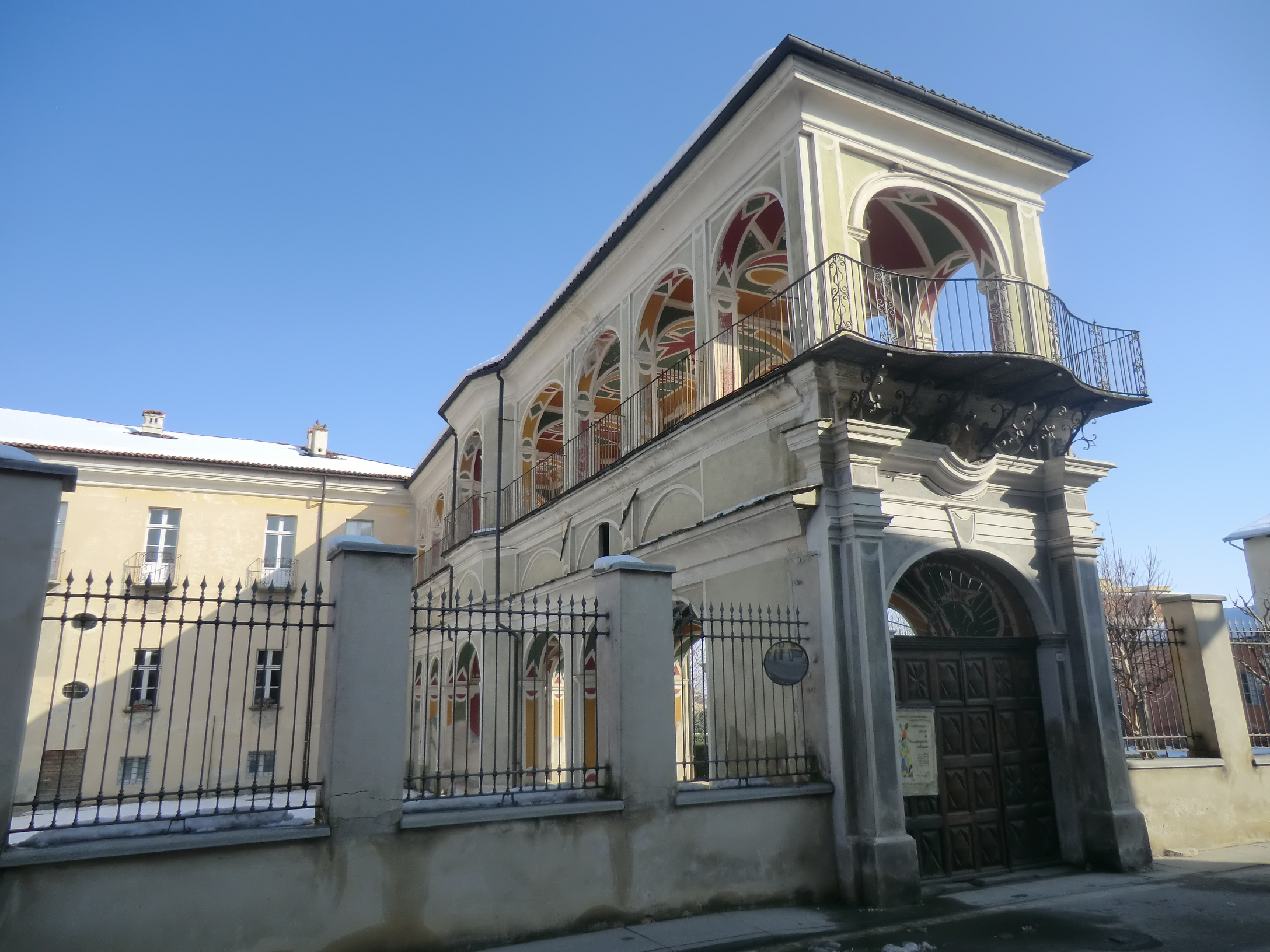
Palazzo la Tour

Palazzo Sarriod de La Tour è sede della biblioteca civica. Il settecentesco palazzo è stato recentemente oggetto di un'importante fase di restauro che ha interessato buona parte della struttura e degli interni che non hanno modificato l'impianto voluto da Tommaso Alberto Saluzzo di Casteldelfino che lo fece edificare nel 1720. Il nome ha origine da un discendente di Tommaso Alberto, Luis Antoine Hiacinte Sarriod de La Tour..

### Chiesa parrocchiale di Santa Maria Maddalena

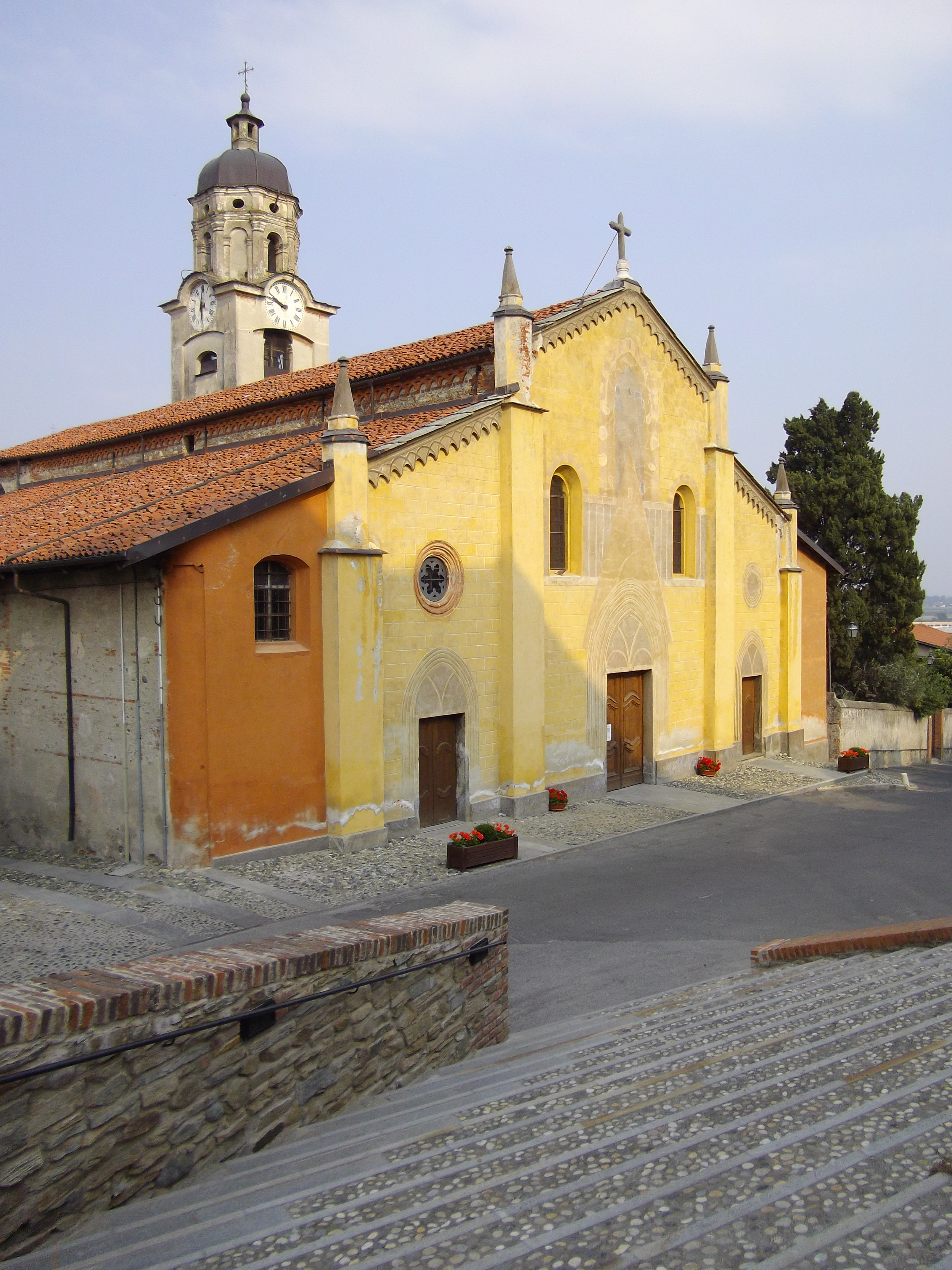
La Parrocchia

La chiesa di Santa Maria Maddalena sorge a Costigliole Saluzzo. Le prime notizie possono essere ricavate da documenti del 1415 e divenne parrocchiale certamente prima del 1492. La chiesa primitiva aveva la facciata di stile gotico piemontese, con contrafforti a sezione rettangolare che segnavano la divisione interna in tre navate. La volta era in legno, nel Seicento venne costruita in muratura, abbassata rispetto all'originale. Il campanile probabilmente fu costruito una volta terminata la chiesa. Tra il Cinquecento e il Seicento venne abbellita con dipinti del pittore del saluzzese. L'affresco raffigurante san Francesco che riceve le stimmate, sulla seconda colonna di destra sotto il pulpito, venne dipinto dopo l'atto di confratellanza stretto dalla comunità costigliolese con i francescani nel 1495.

### L'Castlòt

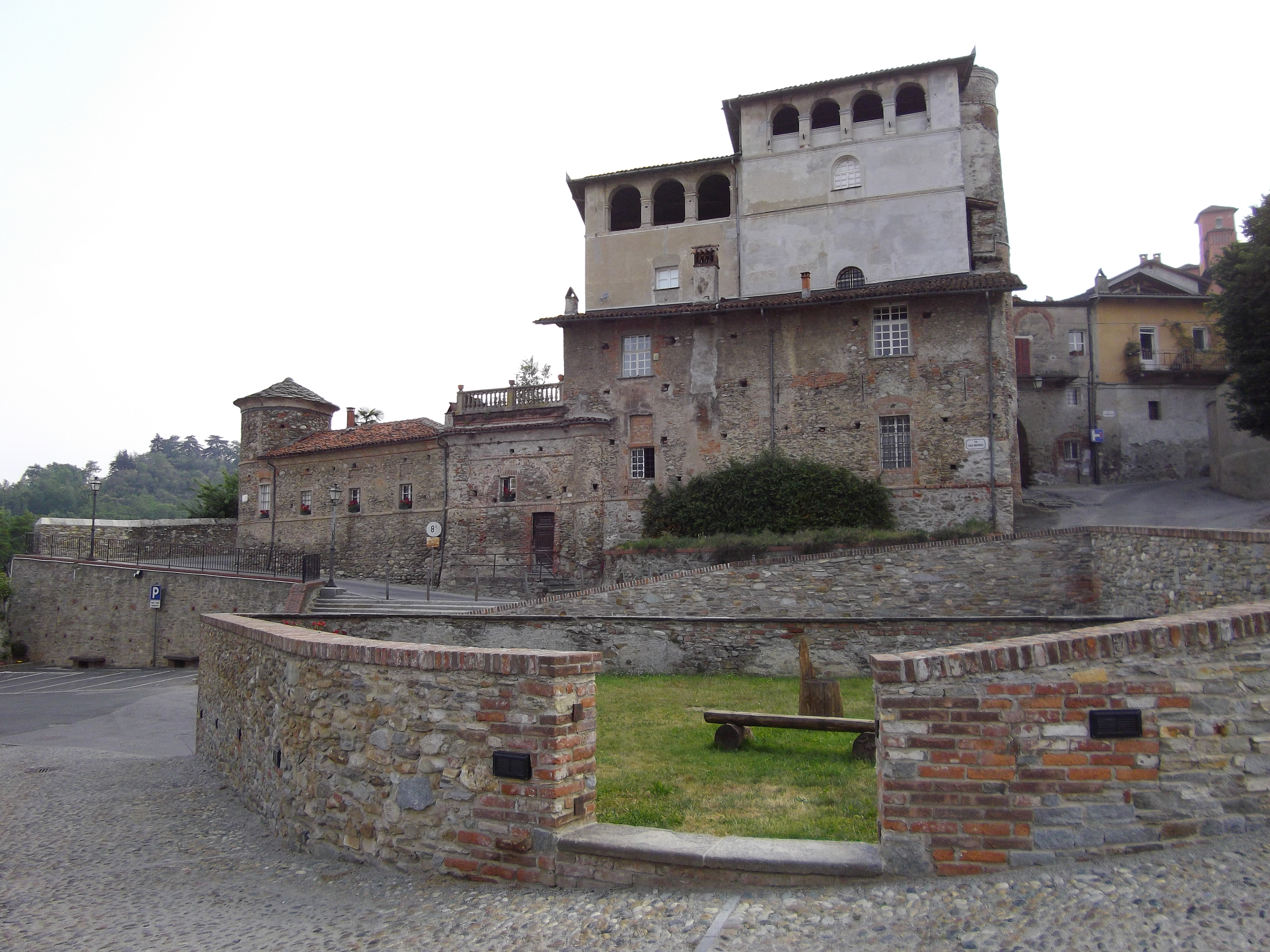
L' Castlòt

Fu costruito di fronte alla chiesa parrocchiale come un fortilizio in continuazione della fortificazione del castello del paese e come difesa in seguito alla distruzione avvenuta tra il 1487 e il 1488. La parte più antica del tardo Quattrocento costituisce il nucleo centrale ed ha addossata una torre sul lato posteriore. I muri perimetrali hanno uno spessore di quasi due metri e le finestre gotiche oggi murate fanno pensare ad una sua origine militare. I Crotti diventati proprietari di questa fortezza la adattarono a dimora facendovi aggiungere la terrazza ad archi in un primo tempo e il basso caseggiato con il torrione.

### Castello Rosso

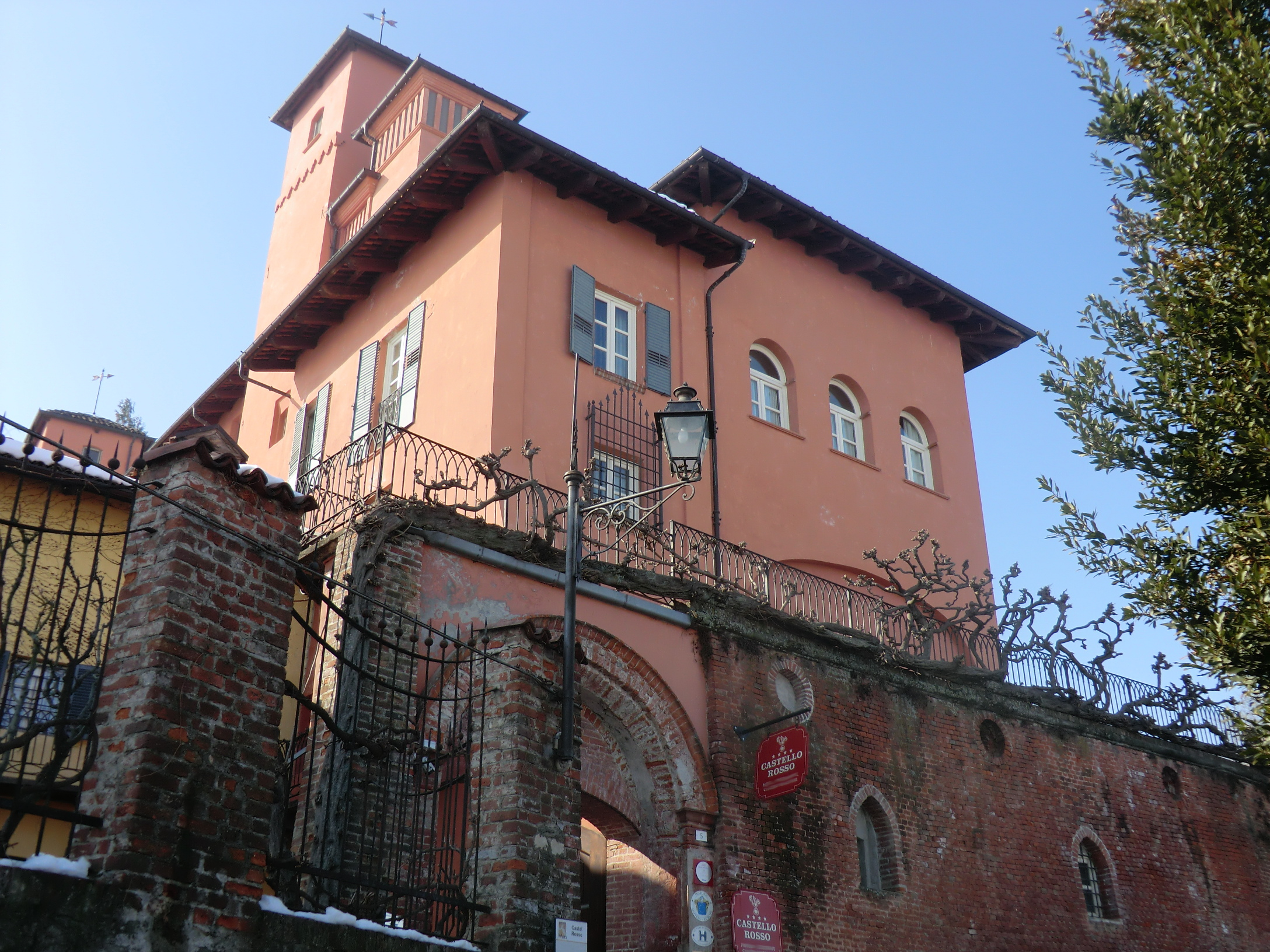
Il castello rosso

Il Castello Rosso ospita oggi una struttura ricettiva. Ha origine sulla fine del Quattrocento, edificato sulle rovine di un maniero imponente che occupava buona parte dello spazio occupato oggi dagli attuali tre castelli messi insieme. Il Castello Rosso ha avuto sempre funzione di residenza delle famiglie nobili e ospita al suo interno un affresco di Hans Clemer, il Maestro d'Elva.

### Castello Reynaudi

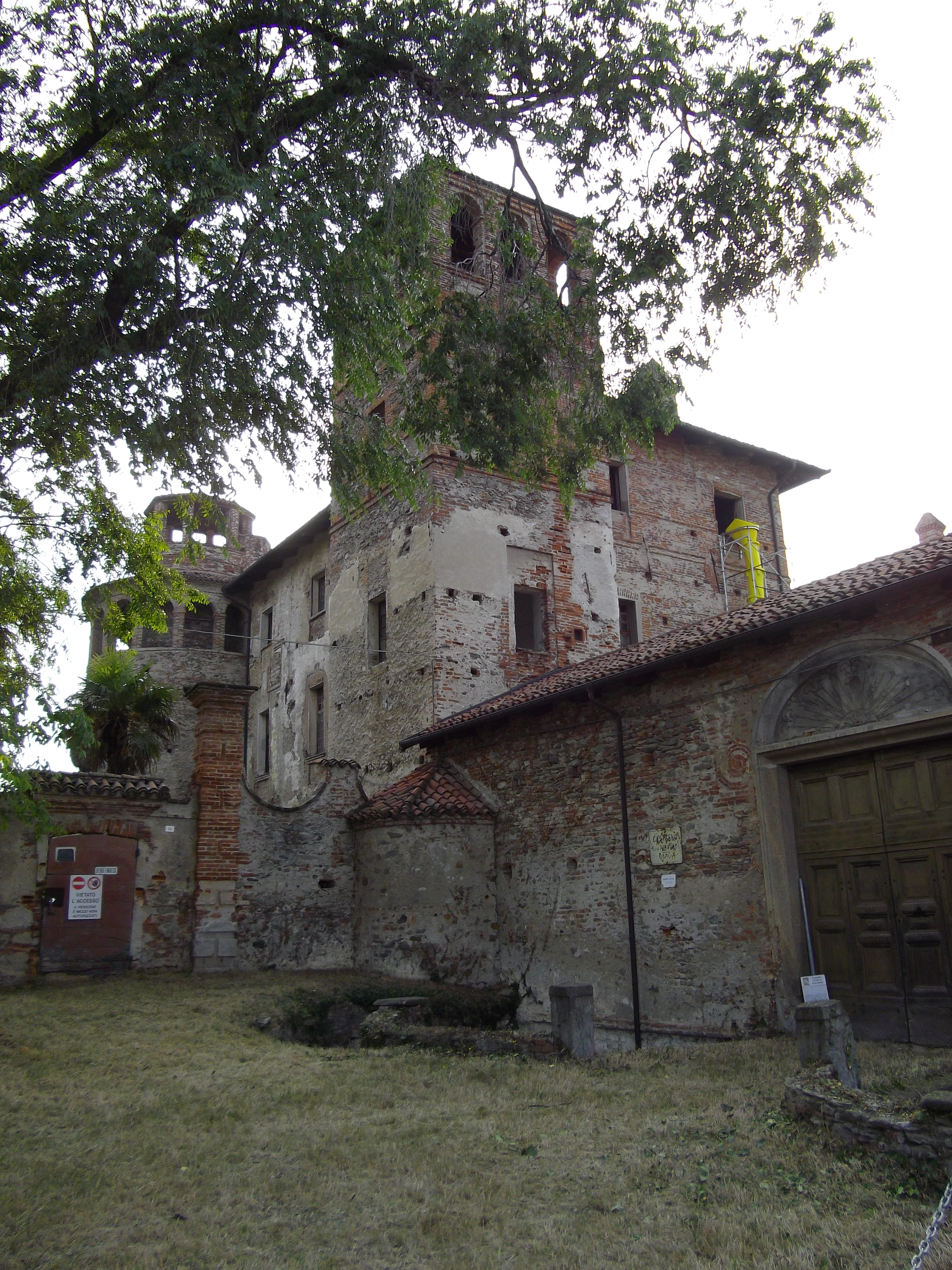
Il Castello Reynaudi

Nel 1617 G. Michele Crotti acquistò un'altra porzione del paese e iniziò a costruire il castello che domina il paese. La costruzione ha pianta poligonale ed è difesa da tre torri, due quadrate e una circolare. Tutte e tre le torri sono ornate da un loggiato e costruite con mattoni e pietre di fiume a vista. I lavori terminarono nel 1625.

### Aree naturali

#### Collina di Costigliole Saluzzo e Ceretto di Costigliole Saluzzo
La collina di Costigliole Saluzzo e di Ceretto di Costigliole è particolarmente frequentata per la pratica di sport come il trekking e mountain-bike. L'escursione principale è la salita al Monte Pagliano attraverso la via della chiesetta di San Michele, oppure la strada collinare che collega la parte alta di Costigliole Saluzzo e di Ceretto, attraverso il bosco della Sarunera, recentemente riqualificata con la creazione di un itinerario alla scoperta dei poeti tradizionali del territorio..

## Società

### Evoluzione demografica
Abitanti censiti

### Etnie e minoranze straniere
Secondo i dati Istat al 31 dicembre 2017, i cittadini stranieri residenti a Costigliole Saluzzo sono 530, così suddivisi per nazionalità, elencando per le presenze più significative:
1. Albania, 214
2. Cina, 143
3. Costa d'Avorio, 34
4. Mali, 25
5. Romania, 24
6. Ghana, 22

### Lingue e dialetti
La lingua ufficiale è la lingua italiana dal 1861 anno della Proclamazione del Regno d'Italia. La lingua di origine è la lingua piemontese, nello specifico con le caratteristiche dei dialetti occidentali di questa lingua. Prima del 1861 la lingua ufficiale era la lingua francese, sebbene gli stessi Savoia erano soliti utilizzare la lingua piemontese.

### Religione
A Costigliole Saluzzo la popolazione è principalmente cattolica. La parrocchia di Costigliole Saluzzo fa parte della diocesi di Saluzzo. La recente immigrazione ha introdotto minoranze di religione musulmana o cristiana ortodossa.

### Tradizioni e folclore
- Sagra regionale dell'Uva Quagliano (ultima domenica di settembre)[senza fonte]
- Festa di San Grato e maggio cerettese[senza fonte]

## Cultura

### Istruzione
A Costigliole Saluzzo hanno sede la scuola materna, la scuola elementare e la scuola media. Il centro scolastico è intitolato al sacerdote don Giorgio Belliardo. È attiva la biblioteca comunale Matteo Blengino, che ha sede nel Palazzo Sarriod de La Tour.

### Cucina
La cucina cuneese è tipica del Piemonte. Alcuni piatti caratteristici sono il bagnet verd, il vitello tonnato, la bagna caoda, gli agnolotti, i tajarin, il gran bollito, il fritto misto alla piemontese, il bonet.

## Infrastrutture e trasporti
La fermata di Costigliole Saluzzo, attivata nel 1892 sorge lungo la ferrovia Savigliano-Saluzzo-Cuneo operata da Arenaways
Tra il 1880 e il 1948 il comune era altresì servito dalla tranvia Saluzzo-Cuneo e a partire dal 1887 fu capolinea anche della relativa diramazione per Venasca.

## Economia
L'economia locale si caratterizza di agricoltura, artigianato, commercio, piccola e media industria, che si delineano in vari settori, tra i quali la produzione e la commercializzazione della frutta, la lavorazione del legno e la costruzione di mobili e serramenti tradizionali.

### Agricoltura
Costigliole Saluzzo è conosciuta come uno dei paesi della frutta, sebbene interventi di cementificazione abbiano ridimensionato i terreni più fertili, soprattutto nel corso del boom economico ed edilizio della seconda metà del Novecento. Le produzioni agricole costigliolesi variano dalle coltivazioni più intensive, dal kiwi, alla mela, alla pesca, sino a coltivazioni più di nicchia.

#### Quagliano
L'uva Quagliano è uno dei simboli di Costigliole Saluzzo ed è coltivata su buona parte della collina che si estende verso Ceretto e Busca. Il vino che si ottiene è un vino dolce, denominato Colline Saluzzesi Quagliano. Ogni anno la sagra dell'ultima domenica di settembre è dedicata all'uva Quagliano, da alcuni anni Sagra di interesse Regionale.

#### La Tonda di Costigliole
L'albicocca Tonda di Costigliole è molto rara. Si caratterizza per il gusto molto dolce e la pezzatura molto piccola. È coltivata in tutta l'area a ridosso della collina.

#### Cipolle di Costigliole
Le cipolle di Costigliole, in piemontese "L' Siole 'd Costiòle", hanno in passato contraddistinto il nome di Costigliole, paese noto come "'l pais del siole e del fie mòle"..

## Amministrazione
Di seguito è presentata una tabella relativa alle amministrazioni che si sono succedute in questo comune.
| Periodo          | Periodo        | Primo cittadino              | Partito                     | Carica              | Note   |
| ---------------- | -------------- | ---------------------------- | --------------------------- | ------------------- | ------ |
| 14 dicembre 1987 | 22 maggio 1990 | Sergio Brocchiero            | Democrazia Cristiana        | Sindaco             | [ 25 ] |
| 22 maggio 1990   | 24 aprile 1995 | Sergio Brocchiero            | Democrazia Cristiana        | Sindaco             | [ 25 ] |
| 26 ottobre 1995  | 10 giugno 1996 | Maria Antonietta Bambagiotti |                             | Comm. straordinario | [ 25 ] |
| 10 giugno 1996   | 17 aprile 2000 | Anna Maria Barra             | lista civica                | Sindaco             | [ 25 ] |
| 17 aprile 2000   | 5 aprile 2005  | Pietro Benvenuto Molinengo   | lista civica                | Sindaco             | [ 25 ] |
| 5 aprile 2005    | 30 marzo 2010  | Milva Rinaudo                | lista civica                | Sindaco             | [ 25 ] |
| 30 marzo 2010    | 1º giugno 2015 | Milva Rinaudo                | lista civica                | Sindaco             | [ 25 ] |
| 1º giugno 2015   | in carica      | Livio Allisiardi             | lista civica: futuro comune | Sindaco             | [ 25 ] |

### Gemellaggi
Costigliole Saluzzo ha avviato rapporti di scambio con le seguenti cittadine:
- Banon
- Beaumont-lès-Valence
- Oriolo

## Galleria d'immagini

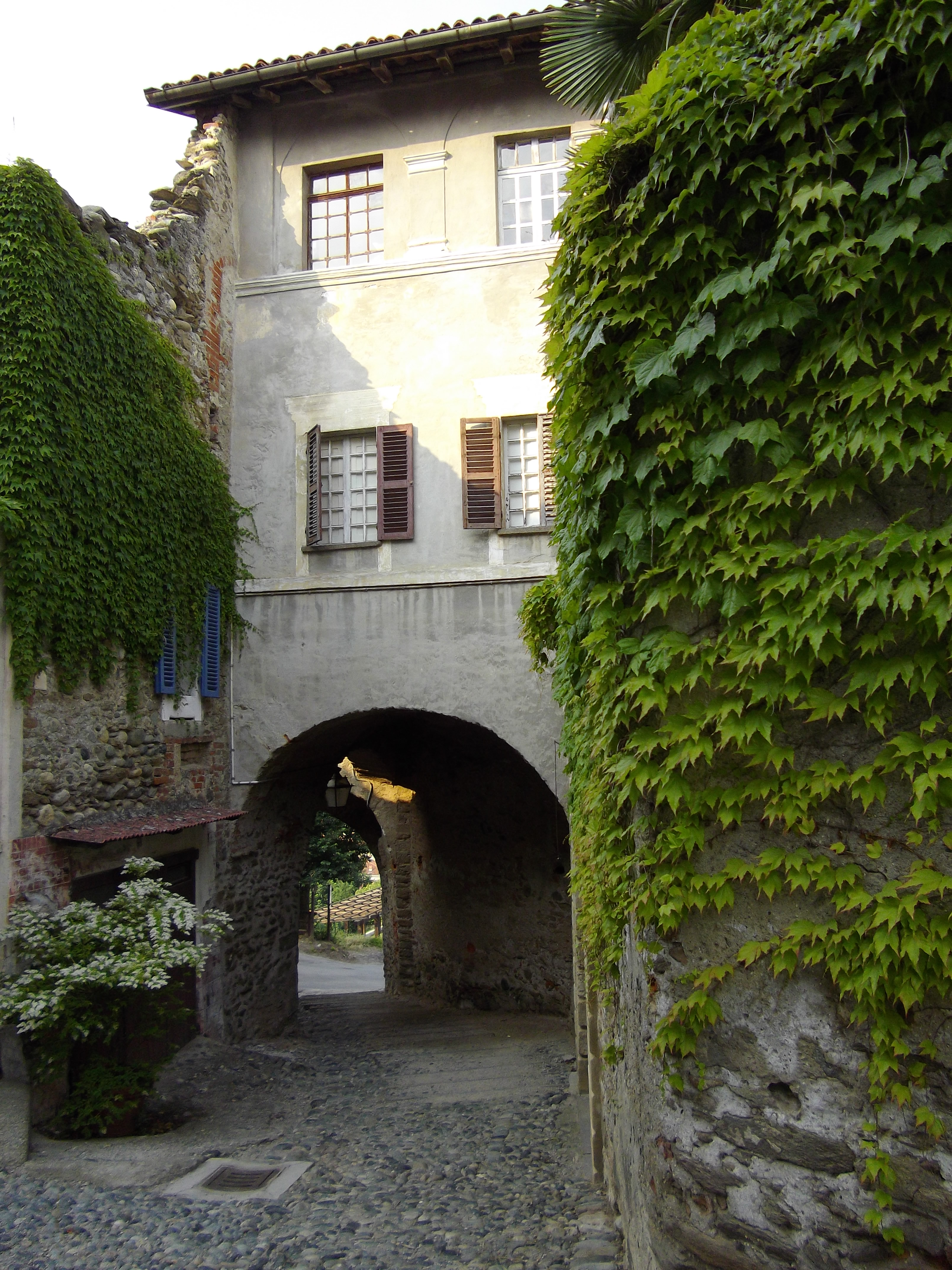
Arco del borgo medioevale
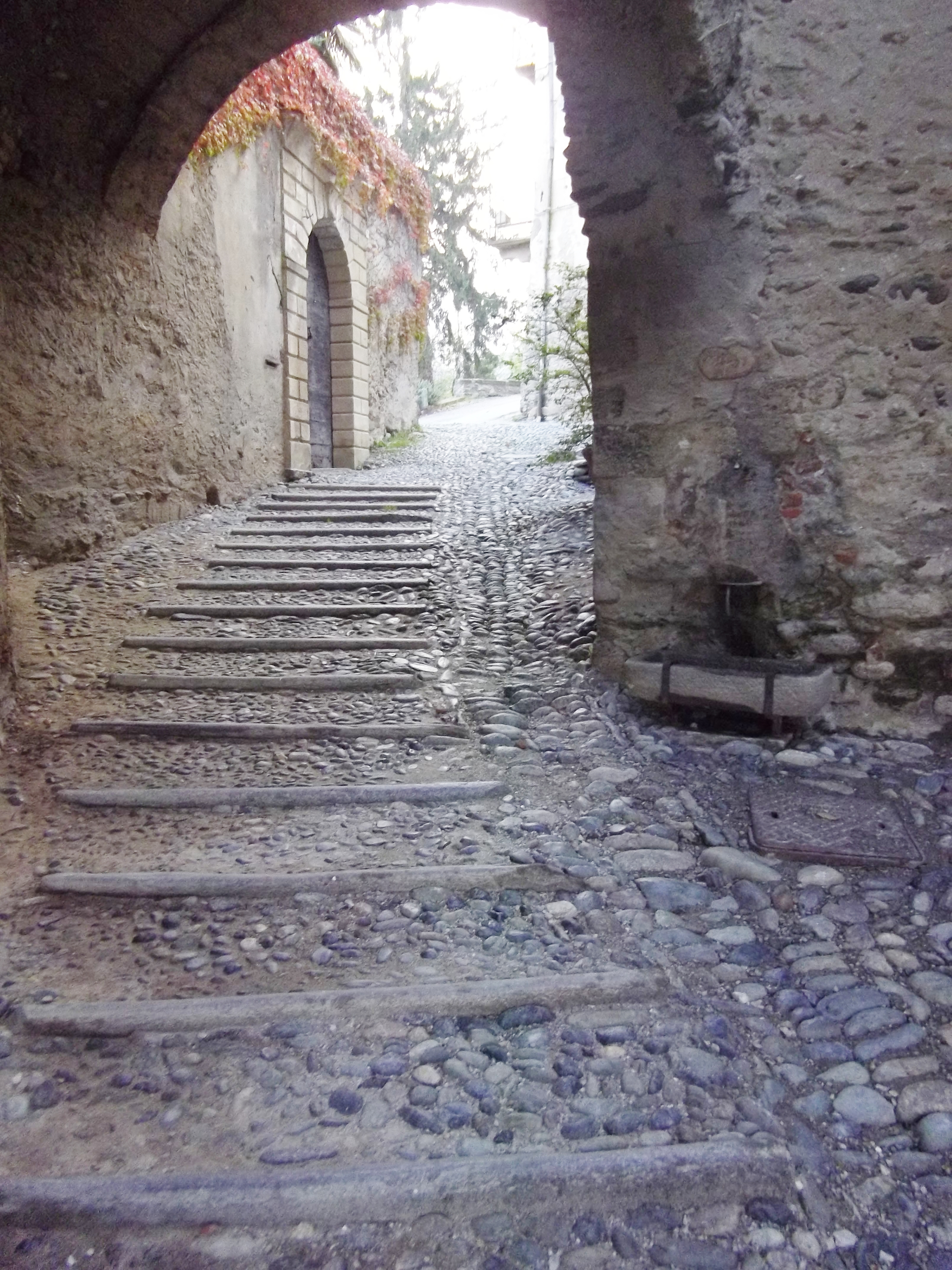
Scalinata al borgo antico
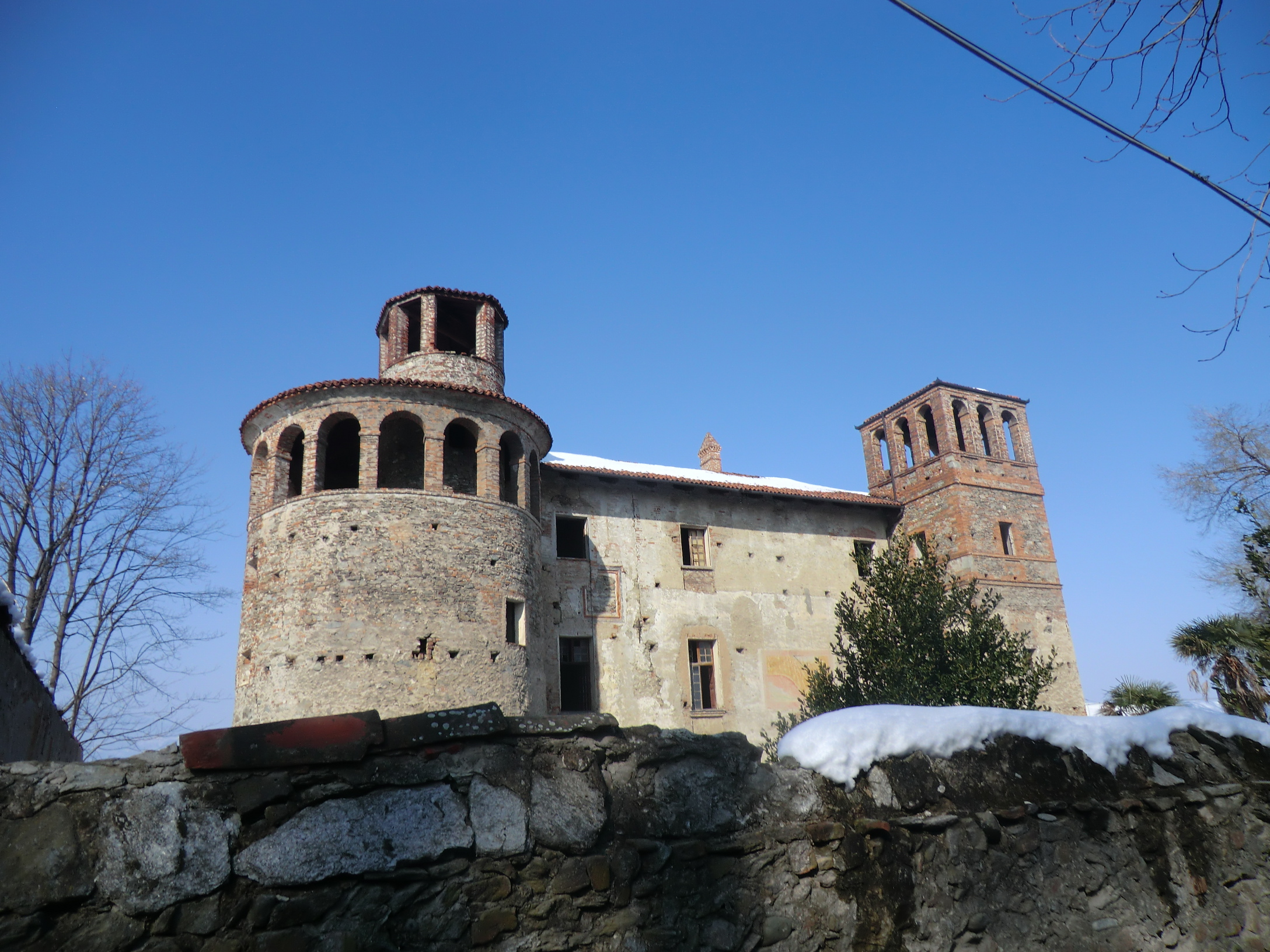
Castello Reynaudi
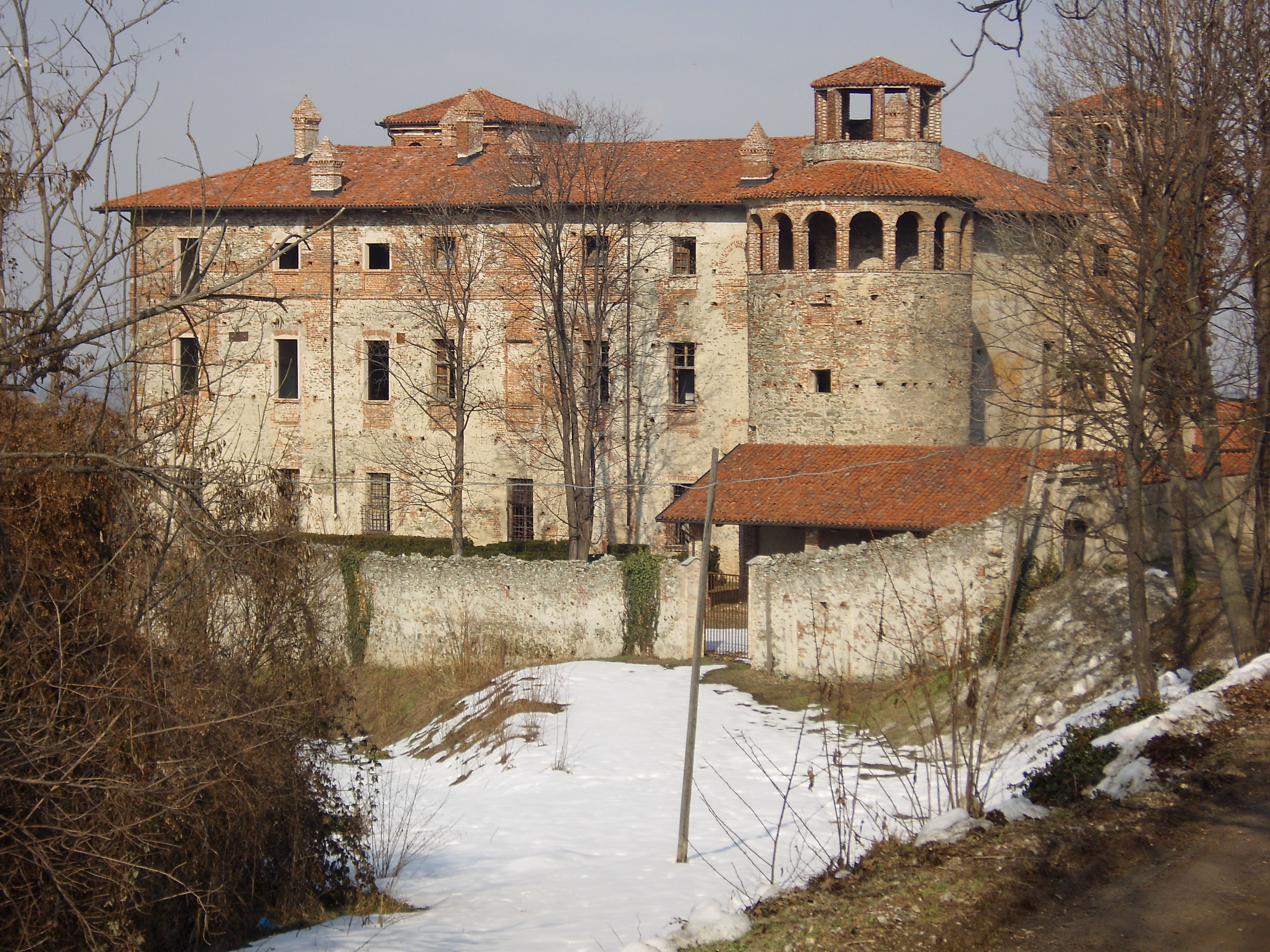
Castello Reynaudi
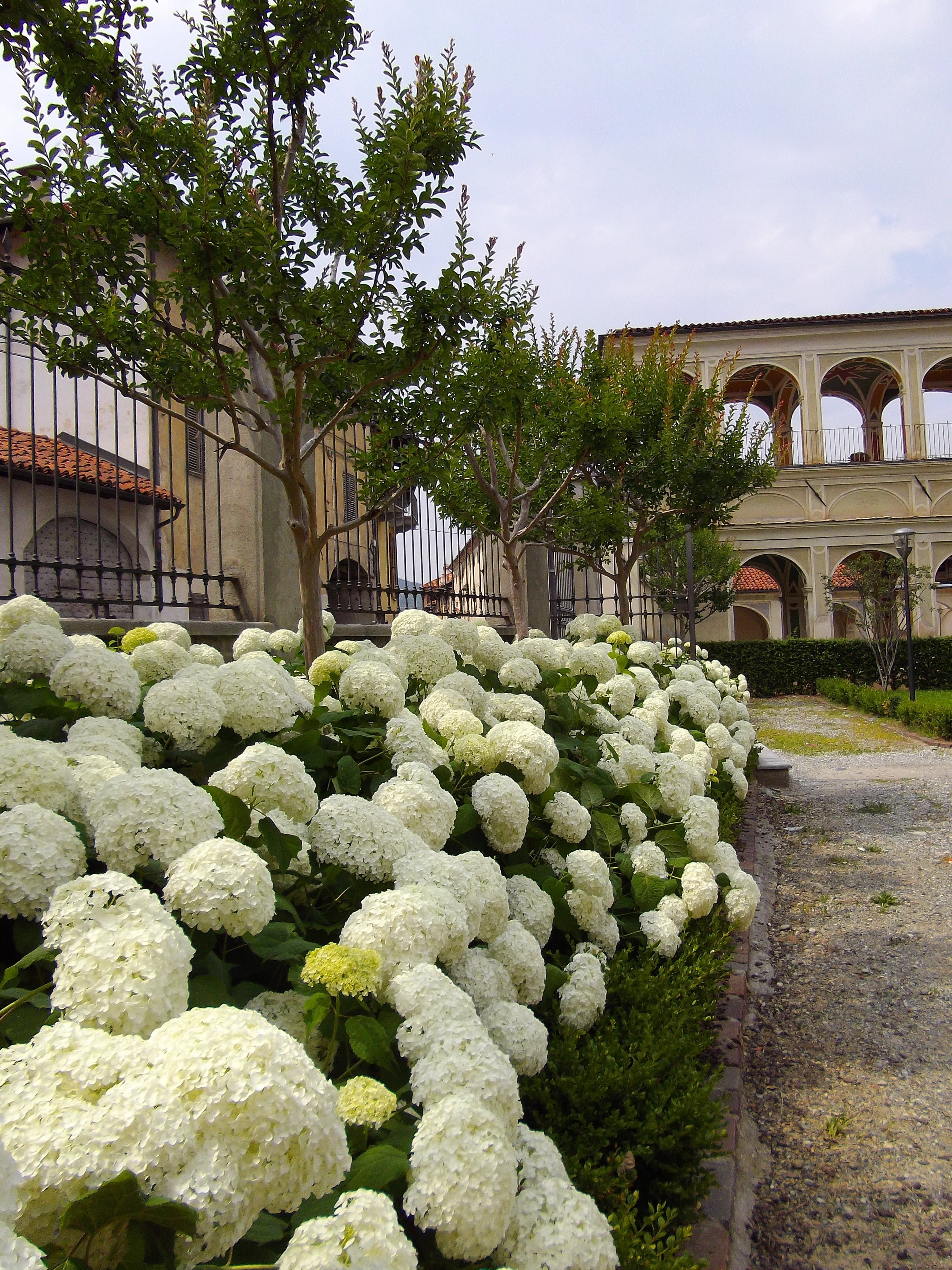
Palazzo Sarriod de La Tour
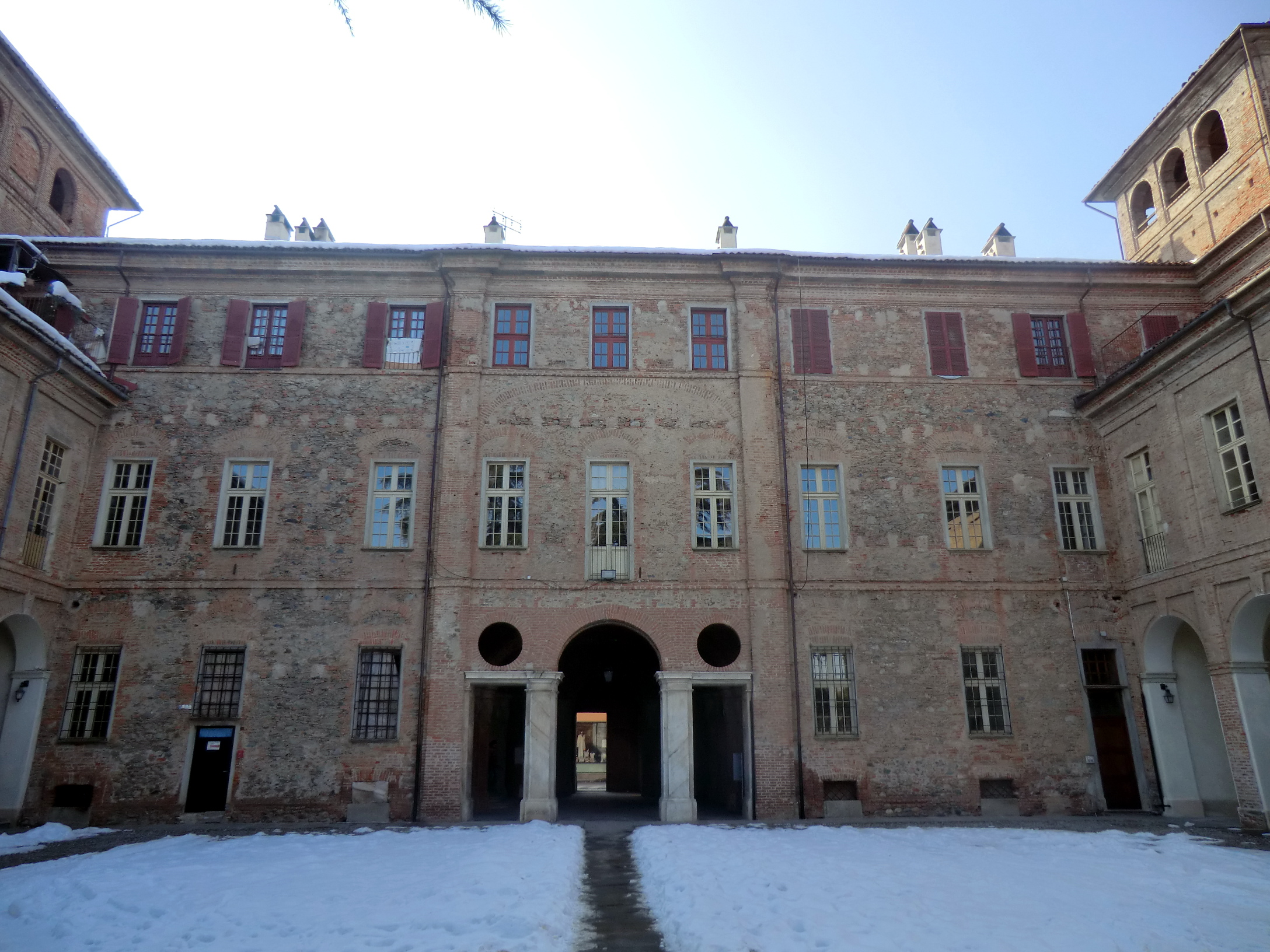
Palazzo Giriodi di Monastero dal cortile interno
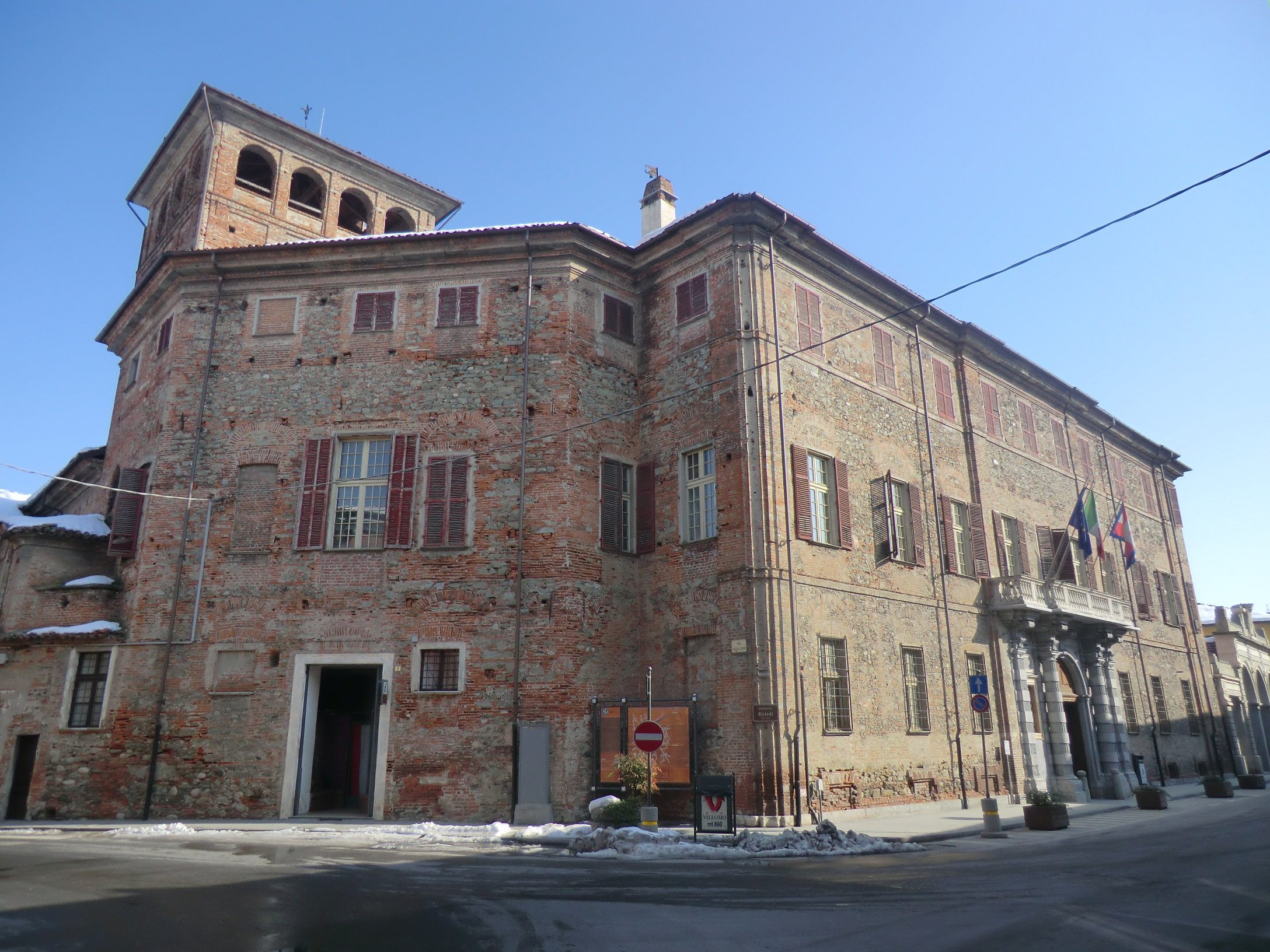
Palazzo Giriodi di Monastero
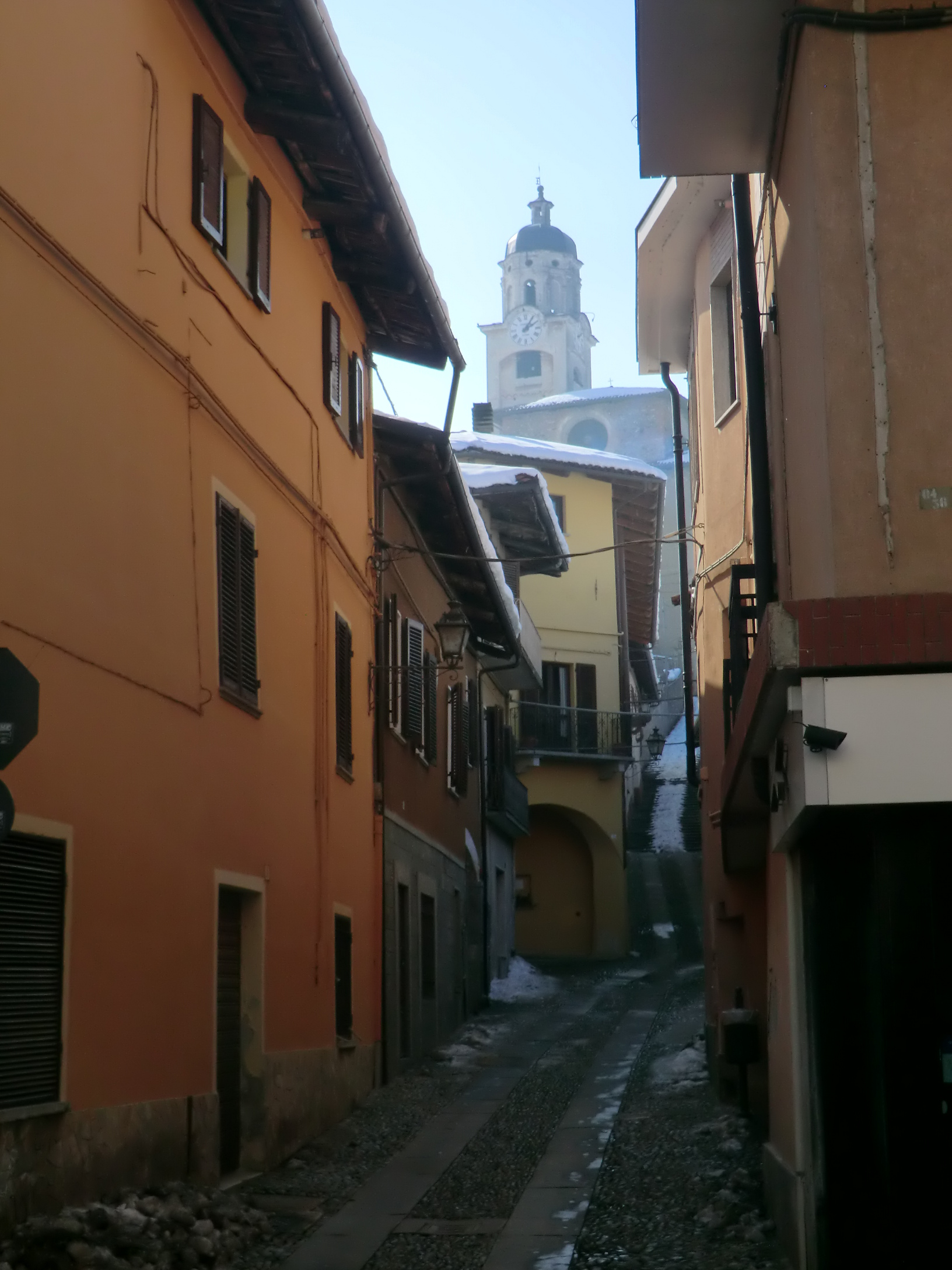
Scala Santa